# Svarttjärnåsen vid Örasjöbäcken
Svarttjärnåsen vid Örasjöbäcken är ett naturreservat i Sundsvalls kommun i Västernorrlands län.
Området är naturskyddat sedan 2009 och är 29 hektar stort. Reservatet omfattar västra och östra sluttningarna av en åsrygg med Örasjöbäcken och Örasjön i den östra gränsen. Reservatet består av barrblandskog med mer av tallar vid toppen av höjden.